# 立春 (电影)
《立春》，中国电影顾长卫导演，蒋雯丽主演。2007年羅馬電影節首映，2008年4月中國公映。蒋雯丽获得了2007年罗马电影节与2009年第27届中国电影金鸡奖的影后。「影片台词采用内蒙古包头方言，拍摄地点也是包头，影片真实展现了上世纪80年代北方城市人渴望新生活的状态」。

## 剧情简介
1980年代，在中国北方一座工业城市里当音乐教师的王彩玲相貌丑陋，却个性清高，因此年纪颇大却仍是孤单一人。她拥有一副好嗓子，且酷爱唱歌剧，一直梦想着有朝一日站在巴黎歌剧院的舞台上演出。她看着一个个拎着包离开这座城市的人羡慕不已，但在经历了种种挫折，身边的人一个一个的从自命不凡到成为了“泯然众人”之后，只好选择向生活投降，变成了一个卖猪肉的摊贩，还到福利院领养了一个有缺陷的女童。

## 演员名单
| 演員   | 角色     |
| 蒋雯丽 | 王彩玲   |
| 吴国华 | 周瑜     |
| 李光洁 | 黄四宝   |
| 董璇   | 小张老师 |
| 焦刚   | 胡金泉   |
| 张瑶   | 高贝贝   |
| 张静初 | 高卫红   |